# Motorola Defy
Motorola Defy je chytrý telefon založený na platformě Android od společnosti Motorola. Motorola Defy zaplňuje nepočetný segment telefonů odolných proti prachu, vodě, pádům a škrábancům díky odolné konstrukci, krytům konektorů a sklu Gorilla glass chránícímu displej. Stupeň krytí telefonu je IP67. Původní konstrukce telefonu s typovým označením MB525, byla koncem roku 2011 vylepšena a uvedena na trh jako Defy+ (MB526).

## Popis
Motorola Defy je dotykový telefon klasické konstrukce se čtyřmi senzorovými tlačítky na přední straně. Telefon má rozměry 107 x 59 x 13 mm (výška – šířka – tloušťka) a hmotnost 118g. Je vybaven TFT LCD displejem s kapacitní dotykovou vrstvou o úhlopříčce 3,7" a rozlišení 480 x 854bodů (WVGA) při jemnosti 265DPI.

## Konektivita
Konektivita telefonu zahrnuje čtyři GSM pásma: 850, 900, 1800 a 1900MHz, tři pásma WCDMA: 850, 1700 a 2100MHz, WiFi (IEEE 802.11b-1999, IEEE 802.11g-2003, IEEE 802.11n-2009) a Bluetooth A2DP. Obsah paměťové karty lze zpřístupnit přes microUSB konektor jako USB mass storage

## Ostatní hardware
Telefon je poháněn procesorem Texas Instruments OMAP 3610 s taktem 800MHz a grafickým akcelerátorem PowerVR SGX 530. K dispozici je 512 MB RAM a 2GB vnitřní pamětí (1,2GB k dispozici). Energii dodává Li-Ion baterie BF5X s napětím 3,7 V a kapacitou 1540 mAh.
Zařízení dále disponuje slotem na paměťovou kartu formátu MicroSDHC s kapacitou až 32GB, 5MPx fotoaparátem s automatickým ostřením a přisvětlovací LED diodou a GPS modulem.

## Software
Telefon oficiálně pohání operační systém Android 2.1 (Eclair) aktualizovatelný na verzi 2.2 (Froyo) s rozhraním MotoBlur. Oficiální OS je pouze v anglickém jazyce.
Modernizovaná verze Defy Plus (MB526) je vybavena od výrobce systémem Android 2.3.5 (Gingerbread) s rozhraním MotoBlur s výchozí anglickou lokalizací (US, UK, ES, Fr a It).
K dispozici jsou také alternativní verze operačního systému, například MIUI, CyanogenMod 7.1 (Android 2.3 – Gingerbread) a CyanogenMod 9 (Android 4 – ICS)

## Ostatní
Motorola Defy dostala nástupce v podobě Defy+ (MB526), Defy Mini (XT320) a Defy MB 535 (pro asijský trh)